# (I Can't Get No) Satisfaction
Pour les articles homonymes, voir Satisfaction (homonymie).
Singles de The Rolling Stones
The Last Time Get Off of My Cloud
Pistes de Out of Our Heads (version américaine)
I'm Alright Cry to Me
(I Can't Get No) Satisfaction est une chanson du groupe de rock The Rolling Stones, enregistrée entre les 10 et 13 mai 1965.
Elle est le fruit d'une collaboration entre Mick Jagger et Keith Richards, et comporte un riff de guitare de Richards qui ouvre et anime la chanson. Ce dernier est largement considéré comme l'un des meilleurs de tous les temps. Les paroles de la chanson font référence à la frustration sexuelle et au mercantilisme.
Le single sort d'abord aux États-Unis le 6 juin 1965 puis, deux mois et demi après, au Royaume-Uni, les fans l'ayant entendu entre-temps sans possibilité d'acheter le disque grâce aux radios pirates. Elle figure dans l'album américain Out of Our Heads sorti en juillet 1965, mais pas sur l'édition anglaise de l'album qui sort en septembre. Ce traitement au Royaume-Uni est dû au fait que les paroles soient considérées comme trop suggestives pour l'époque.
Elle est la première chanson du groupe classée numéro un aux États-Unis, et la quatrième au Royaume-Uni. Elle est emblématique des années 1960 et compte parmi les plus connues du groupe, qui la joue systématiquement sur scène. Satisfaction est par ailleurs une des chansons les plus acclamées, étant notamment classée par le magazine Rolling Stone comme seconde grande chanson de tous les temps en 2004 et en 2010. Elle est intronisée au Grammy Hall of Fame en 1998 puis ajoutée au Registre national des enregistrements de la bibliothèque du Congrès en 2006.

## Historique

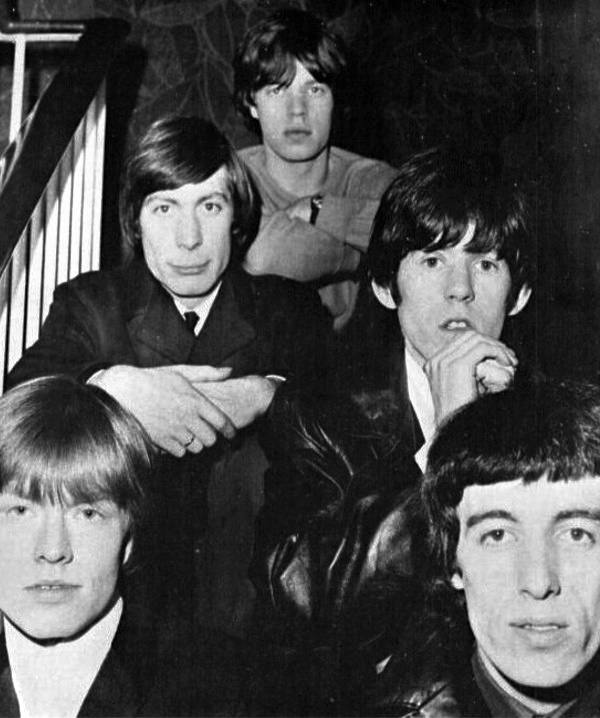
The Rolling Stones en 1965.

### Genèse
C’est durant son sommeil que Keith Richards eut l’idée du riff. Se réveillant au cours de la nuit, il alluma un magnétophone pour saisir son inspiration en deux minutes à la guitare sèche, puis se rendormit en laissant la bande magnétique tourner et enregistrer ses longs ronflements,. L’endroit où a eu lieu cette histoire ne fait pas l’unanimité. Bien qu’un hôtel de Clearwater en Floride, une maison dans Chelsea et l’hôtel Hilton de Londres soient souvent mentionnés, Keith Richards écrit dans son autobiographie Life qu’il se trouvait plutôt dans son appartement de Carlton Hill, à St John’s Wood. Il précise que Mick Jagger a écrit les paroles sur le bord de la piscine de Clearwater, quatre jours avant d’entrer en studio.
La chanson sonnait à l'origine comme une chanson folk. Keith Richards ne voulait pas en faire un single. Il trouvait que le riff ressemblait trop à celui de Dancing in the Street de Martha & the Vandellas.

### Enregistrement

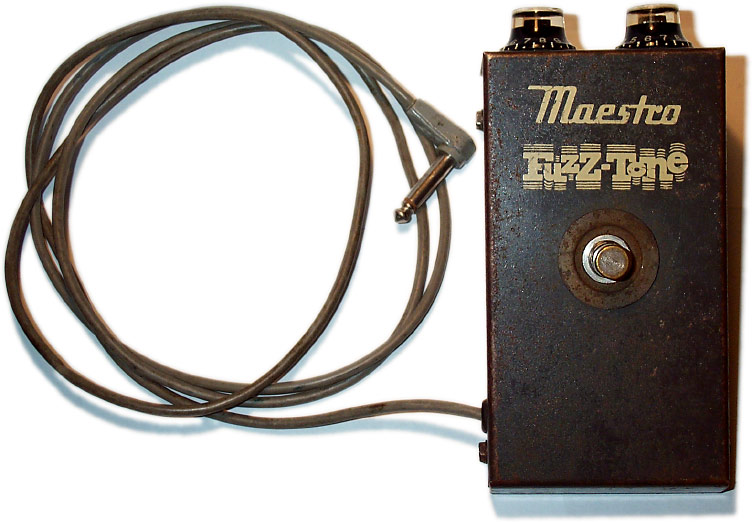
Keith Richards utilise la première pédale d'effet de l'histoire, la fuzz, Maestro Fuzz Tone (ici une version de 1966), sur le riff de guitare de la chanson.

Le morceau est enregistré une première fois le 10 mai 1965 aux Chess Studios à Chicago puis deux jours plus tard aux RCA Studios à Los Angeles. Keith Richards ne voulait pas non plus mettre d'effet de fuzz sur le riff (il aurait préféré une section de cuivres). Keith pensait créer une version ultérieure, le son fuzz de sa guitare devait simplement donner une indication pour une section de cuivres. D'autre part, au lieu du rythme martelé qui caractérise l'enregistrement final, il était en faveur d'un tempo rhythm and blues plus enlevé, à la façon de l'interprétation qu'en donnera peu après Otis Redding.
Ce sont finalement le manager des Stones, Andrew Loog Oldham et l'ingénieur du son David Hassinger qui poussent le groupe à sortir cette chanson en single, avec l'effet saturé nommé fuzz pour la guitare de Keith Richards. Ce morceau utilise la première pédale d'effet de l'histoire, la Maestro Fuzz Tone, ce qui a contribué à la popularisation de cet effet.

## Parution et réception
Au départ, Richards s'oppose à la publication de Satisfaction en single, affirmant que le riff qui ouvre la chanson ressemble est une copie de la section de cuivres de Dancing in the Street. Pourtant, la maison de disque américaine London Records prend les devants et publie le single (I Can't Get No) Satisfaction avec The Under Assistant West Coast Promotion Man sur la face B aux États-Unis le même mois de l'enregistrement, le 27 mai 1965. Le groupe, qui est encore en tournée aux États-Unis, n'en est pas informé. Le single fait son chemin dans les classements américains, atteignant la première place le 10 juillet, remplaçant The Four Tops et leur tube I Can't Help Myself (Sugar Pie Honey Bunch). Satisfaction reste à cette place pendant quatre semaines, jusqu'à ce qu'il soit évincé par I'm Henery the Eighth, I Am des Herman's Hermits le 7 août. Entretemps, le 19 juillet 1965, le single est certifié or par la RIAA aux États-Unis pour s'être vendu à au moins 500 000 exemplaires. La chanson est entrée dans le Billboard Hot 100 aux États-Unis le 12 juin 1965, restant sur le classement pendant 14 semaines, dont quatre semaines consécutives au numéro un.
Alors qu'il en était à sa huitième semaine dans les classements, il a été certifié or par la Recording Industry Association of America (RIAA) pour un million d'exemplaires vendus aux États-Unis, donnant au groupe son premier de nombreux disques d'or en Amérique. Plus tard, la chanson est également publiée par London Records sur l'album américain Out of Our Heads aux États-Unis. Selon "Joel Whitburn Presents, Top R&B / Hip-Hop Singles: 1942–2004", la chanson est également 19e au classement des singles Rhythm and Blues.
Au Royaume-Uni, le plan initial est de sortir Satisfaction sur un EP. L'incroyable succès de la chanson aux États-Unis (le plus gros du groupe à ce jour), a changé l'état d'esprit du groupe et en août 1965, Decca Records publie (I Can't Get No Satisfaction) en single avec The Spider and the Fly sur le B- La chanson est passée au numéro un pendant deux semaines, remplaçant I Got You Babe, interprétée par Sonny and Cher entre le 11 et le 25 septembre. Plus tard, il sera remplacé par Make It Easy On Yourself des Walker Brothers à la première place. Jamais Keith n'aurait imaginé que cette chanson qu'il pensait avoir piquée à Martha and the Vandellas, deviendrait une des plus connues de l'histoire du rock.

### Critique
Malgré des ventes enthousiastes, pendant des années, aucun critique musical n'a prêté attention à Satisfaction. Newsweek a surnommé le riff d'ouverture « cinq notes qui ont secoué le monde ». En 1976, Satisfaction a été classé septième parmi les 100 plus grands singles de tous les temps sur le classement britannique du New Musical Express. Onze ans plus tard, Satisfaction descend à la 82e place lorsque le magazine a refait la liste avec « les 150 plus grands singles de tous les temps ». En 1991, Vox classe Satisfaction parmi « Les 100 enregistrements qui ont secoué le monde ». En 1999, Satisfaction est la 91e chanson sur la liste de BMI des chansons les plus jouées du XXe siècle. Un an plus tard, VH1 inclut Satisfaction parmi ses « 100 plus grandes chansons rock ». Cette même année, Satisfaction se retrouve derrière Yesterday des Beatles sur une liste compilée par le magazine Rolling Stone et MTV. En 2003, Q classe la chanson à la 68e place sur leur liste des « 1001 Greatest Songs ». En 2004, le jury du magazine Rolling Stone, qui comprenait des personnalités comme Art Garfunkel (du duo Simon and Garfunkel) et l'ex-Beach Boy Brian Wilson, a nommé Satisfaction la deuxième meilleure chanson de tous les temps derrière Like a Rolling Stone de Bob Dylan. En 2003, la chanson a été classée 2e plus grande chanson de tous les temps par le magazine Rolling Stone. Elle a également été classée 83e meilleure chanson britannique de tous les temps par XFM en 2010.
L'impact de Satisfaction sur le succès des Rolling Stones et de leur musique est fréquemment débattu. Jagger dit un jour ce qui suit :
« C'est la chanson qui a vraiment fait les Rolling Stones, nous sommes passés d'un simple groupe de plus à un groupe énorme, monstrueux... Il a un titre captivant. Il a un riff de guitare captivant. Il a un super son de guitare, ce qui était original à l'époque. Et ça capture l'esprit de l'époque, ce qui est très important dans ce genre de chansons... c'était l'aliénation. »
Richards a également expliqué que le riff peut être entendu sur la moitié des chansons que les Rolling Stones produit par la suite, en disant : « Il n'y a qu'une seule chanson : ce ne sont que des variations qui arrivent ».

### Version stéréo
Comme la plupart des enregistrements des Stones d'avant 1966, Satisfaction a d'abord été pressé en mono uniquement. Au milieu des années 1980, une version remixée en stéréo est apparue sur les éditions allemandes et japonaises des Hot Rocks 1964-1971. La guitare sèche qui était précédemment difficilement audible est clairement à gauche ; le piano et le tambourin de Jack Nitzsche sont aussi plus perceptibles. Ce même mixage se retrouve sur quelques promo de radio aux États-Unis, mais jamais une commercialisation mondiale n'a eu lieu. Les versions ultérieures des Hot Rocks ont été rééditées avec la version mono ; les versions antérieures sont alors devenues des objets « collectors » recherchés. En 2002, une version mondiale des Hot Rocks présente cette fois une version quasi stéréo avec la guitare, la basse, la batterie et les vocaux au centre tandis que la guitare sèche et le piano ont un effet d'écho à gauche et à droite

### Classements
| Classement (1965)                       | Meilleure position |
| --------------------------------------- | ------------------ |
| Allemagne (Media Control AG)            | 1                  |
| Australie (Kent Music Report)           | 1                  |
| Autriche (Ö3 Austria Top 40)            | 1                  |
| Belgique (Flandre Ultratop 50 Singles)  | 6                  |
| Canada (CHUM)                           | 1                  |
| Canada (Play Sheet)                     | 3                  |
| États-Unis (Billboard Hot 100)          | 1                  |
| États-Unis (Cash Box)                   | 1                  |
| États-Unis (Hot Rhythm & Blues Singles) | 19                 |
| États-Unis (Record World)               | 1                  |
| Finlande (Suomen virallinen lista)      | 2                  |
| France (SNEP)                           | 1                  |
| Irlande (IRMA)                          | 1                  |
| Italie (FIMI)                           | 12                 |
| Norvège (VG-lista)                      | 1                  |
| Pays-Bas (Nederlandse Top 40)           | 1                  |
| Pays-Bas (Single Top 100)               | 1                  |
| Royaume-Uni (UK Singles Chart)          | 1                  |

| Classement (1970)             | Meilleure position |
| ----------------------------- | ------------------ |
| Pays-Bas (Nederlandse Top 40) | 19                 |
| Pays-Bas (Single Top 100)     | 16                 |

| Classement (1976)         | Meilleure position |
| ------------------------- | ------------------ |
| Pays-Bas (Single Top 100) | 25                 |

| Classement (1990)             | Meilleure position |
| ----------------------------- | ------------------ |
| Pays-Bas (Nederlandse Top 40) | 18                 |
| Pays-Bas (Single Top 100)     | 13                 |

| Classement (1965)                | Position |
| -------------------------------- | -------- |
| Afrique du Sud (Springbok Radio) | 17       |
| Autriche (Ö3 Austria Top 40)     | 4        |
| Belgique (Flandre Ultratop 50)   | 31       |
| États-Unis (Billboard Hot 100)   | 3        |
| États-Unis (Cash Box)            | 5        |
| Italie (FIMI)                    | 40       |
| Pays-Bas (Nederlandse Top 40)    | 10       |

## Analyse

### Étude des paroles
Excepté le titre I Can't Get No Satisfaction, Mick Jagger a écrit la totalité des paroles qui ont aussi participé à la popularité du morceau : le texte dénonce l'aliénation par la publicité et les frustrations de tous ordres qu'engendre la vie dans une société de consommation.
Certaines paroles ont provoqué l'émoi à l'époque en raison de leur référence au sexe. Dans le dernier couplet, Mick Jagger évoque sa déception lorsqu'il essaye de « se faire une fille », ce qui à cette époque est choquant quant à ce vocabulaire utilisé, quand celle-ci lui dit de revenir la semaine prochaine parce qu'elle est « dans une mauvaise phase », ce qui peut être compris comme la période des règles.
Aussi parce que dès le second couplet il affirme « But he can't be a man 'cause he doesn't smoke / The same cigarettes as me » à propos d'une publicité à la télévision, ce qui n'a pas manqué de laisser croire à certains qu'il faisait allusion à la marijuana (la presse montera en épingle en 1967 les déboires des musiciens à ce sujet, mais The Times comme nombre de personnalités prirent leur défense).

### Structure musicale
La chanson est construite autour d'un riff de guitare électrique devenu légendaire, basé sur les notes si, do#, ré, dont la sonorité saturée est donnée par une pédale fuzz ; c'était la première fois qu'un tel son « trafiqué » était mis en avant de façon aussi ostensible dans le rock, (dans le sillage d'un Link Wray pionnier de la distorsion), ce qui participera à l'énorme succès de cette chanson. Un an plus tôt les Kinks avaient fait un pas dans cette direction avec le riff à la sonorité volontairement « sale » de leur chanson You Really Got Me, mais cet effet avait été obtenu de manière plus artisanale, le guitariste Dave Davies ayant lacéré la membrane du haut-parleur de son amplificateur.

## Reprises notables
Cette chanson eut un tel retentissement qu'elle a été reprise par un très grand nombre d'artistes, parmi lesquels :
- Jimi Hendrix (1965), paru en 1970 sur l'album posthume Early Jimi Hendrix Volume 2 ;
- Quincy Jones sur l'album Quincy Plays for Pussycats (1965) ;
- Otis Redding sur Otis Blue: Otis Redding Sings Soul (1965) ;
- Buddy Guy sur The original Blues Brothers (1965) ;
- Don Patterson sur Satisfaction! (Prestige PR7430 en 1966) ;
- Eddy Mitchell l'adapte en français Rien qu'un seul mot, album Perspective 66 (1965) ;
- Mary Wells, The Two Sides of Mary Wells  (1966) ;
- James Brown, The James Brown Show  (1966) ;
- Manfred Mann, Instrumental Asylum (1966) ;
- Aretha Franklin, Aretha Arrives (1967) ;
- Bill Cosby, Hooray for the Salvation Army Band! (1968) ;
- Blue Cheer, Outsideinside (1968) ;
- Sandie Shaw, The Sandie Shaw Supplement (1968) ;
- Ken Boothe, version reggae sur Freedom Street (1970) ;
- CCS dans leur album CCS (1970) ;
- The Stuart Avery Assemblage dans leur album Assemblage (1971);
- Franklin, groupe espagnol de rock psychédélique (1971) ;
- Tritons sur l'album Satisfaction (1973), Barclay, 61 860[55] ;
- Mountain, Avalanche (1974) ;
- The Troggs en single (1975) ;
- Skid Row (Phil Lynott et Gary Moore), Alive & Kicking (1976) ;
- The Residents en single et sur l'album The Third Reich 'n' Roll (1976) ;
- Devo, célèbre reprise post-punk sur Q: Are We Not Men? A: We Are Devo! (1978) ;
- Television live à San Francisco au Old Wardorf en 1978, paru sur The Blow-Up en 1982 ;
- Samantha Fox sur l'album Samantha Fox (1987) ;
- Alien Sex Fiend, version batcave sur Another Planet (1988) ;
- Vanilla Ice, version rap sur Hooked (1989) ;
- Tânia Maria, version jazz sur l'album Bela Vista (1990) ;
- Sur Tales from Estrus volume II les tokyoïtes d'American Soul Spiders (1992), version garage punk ;
- Buddy Guy, sur l'album live The Real Blues (1999) ;
- Question Mark and the Mysterians, sur Some action (1999) ;
- Britney Spears, Oops!... I Did It Again (2000) ;
- Cat Power, The Covers Record (2000) ;
- Incredible Bongo Band, version instrumentale sur l'album Bongo Rock (2006)
- John Scofield, version jazz instrumentale sur This Meets That (2007).

On compte aussi notamment une version salsa étonnante par Frankie Ruiz, une reprise par le groupe turc Dolapdere Big Gang, une interprétation live méconnaissable par Björk et PJ Harvey…
On retrouve cette chanson dans les films Apocalypse Now et Le Contrat.
On la retrouve également dans l'épisode 8 de la quatrième saison de la série américaine Mad Men.
- Laurent Voulzy en cite un extrait dans son tube Rockollection en 1977.
- Le groupe Genesis a incorporé Satisfaction à la chanson pot-pourri Turn It On Again.
- Manu Chao fait référence à la chanson dans la sienne, Mama call, sur l'album Clandestino en 1998.
- En 2007, Gérard Jaffrès reprend la chanson pour en faire I can't get no, Nono
- Sur l'album Diamond Dogs, David Bowie fait un clin d’œil aux Rolling Stones en reprenant le schéma d'un riff saturé similaire (qu'il joue lui-même dans Rebel Rebel), sur un rythme identique, avec un texte bien fondu dans le climax qui semble aller vers la transe avec une exaltation croissante.

## Fiche de production

### The Rolling Stones
- Mick Jagger - chant, chœurs
- Keith Richards - guitare solo, chœurs
- Brian Jones - guitare acoustique
- Bill Wyman - basse
- Charlie Watts - batterie

### Musicien additionnel
- Jack Nitzsche - piano, tambourin

## Événements liés à la chanson
Cette chanson est liée à l'incendie du « 5-7 », discothèque située à Saint-Laurent-du-Pont, en Isère, en France qui survint dans la nuit du 31 octobre au 1er novembre 1970 et fit 146 morts. 
Des témoins survivants expliquèrent que les membres et les musiciens du groupe français Storm, invités dans cette discothèque, continuèrent à jouer malgré l’incendie et ne se turent définitivement qu'après l’explosion provoquée par un appel d’air. Au moment de l’apparition des premières flammes, le groupe s'était mis à jouer cette chanson des Rolling Stones, un morceau qu’ils avaient l’habitude d'interpréter spontanément lorsque des bagarres éclataient dans la salle. Les membres du groupe sont tous décédés durant l'incendie.